# Stethoperma candezei
Stethoperma candezei är en skalbaggsart som beskrevs av Auguste Lameere 1884. Stethoperma candezei ingår i släktet Stethoperma och familjen långhorningar. Inga underarter finns listade i Catalogue of Life.